# (36523) 2000 QO80
2000 QO80 (asteroide 36523) é um asteroide da cintura principal. Possui uma excentricidade de 0.02706380 e uma inclinação de 3.93848º.
Este asteroide foi descoberto no dia 24 de agosto de 2000 por LINEAR em Socorro.